# USS Manila Bay (CVE-61)
Авіаносець «Маніла Бей» (англ. USS Manila Bay (CVE-61)) — ескортний авіаносець США часів Другої світової війни, типу «Касабланка».

## Історія створення
Авіаносець «Маніла Бей» був закладений 15 січня 1943 року на верфі Kaiser Shipyards у Ванкувері під ім'ям «Bucareli Вау», але 3 квітня 1943 року перейменований на «Маніла Бей». Спущений на воду 10 липня 1943 року, вступив у стрій 5 жовтня 1943 року.

## Історія служби
Після вступу в стрій авіаносець «Маніла Бей» брав участь в десантних операціях на Маршаллові острови (січень-лютий 1944 року), ударах по Кавієнгу (березень 1944 року), прикривав десанти в районі Холландіа (о. Нова Гвінея, квітень 1944 року), на Маріанські острови (червень-липень 1944 року), о. Моротай (вересень 1944 року), о. Лейте (вересень-грудень 1944 року), в затоці Лінгаєн (о. Лусон, січень 1945 року),
5 січня 1945 року авіаносець був пошкоджений влучанням камікадзе (22 загиблих, 56 поранених), після чого був відправлений на ремонт в США.
Після ремонту протягом квітня-серпня 1945 року авіаносець «Маніла Бей» здійснював перевезення літаків для потреб тактичного з'єднання TF-58/38.
Після закінчення бойових дій корабель перевозив американських солдатів та моряків на батьківщину (операція «Magic Carpet»).
31 липня 1946 року авіаносець був виведений в резерв. 12 червня 1955 року він був перекласифікований в допоміжний авіаносець  CVU-61.
27 травня 1958 року виключений зі списків флоту і наступного року проданий на злам.